# Rick Pitino

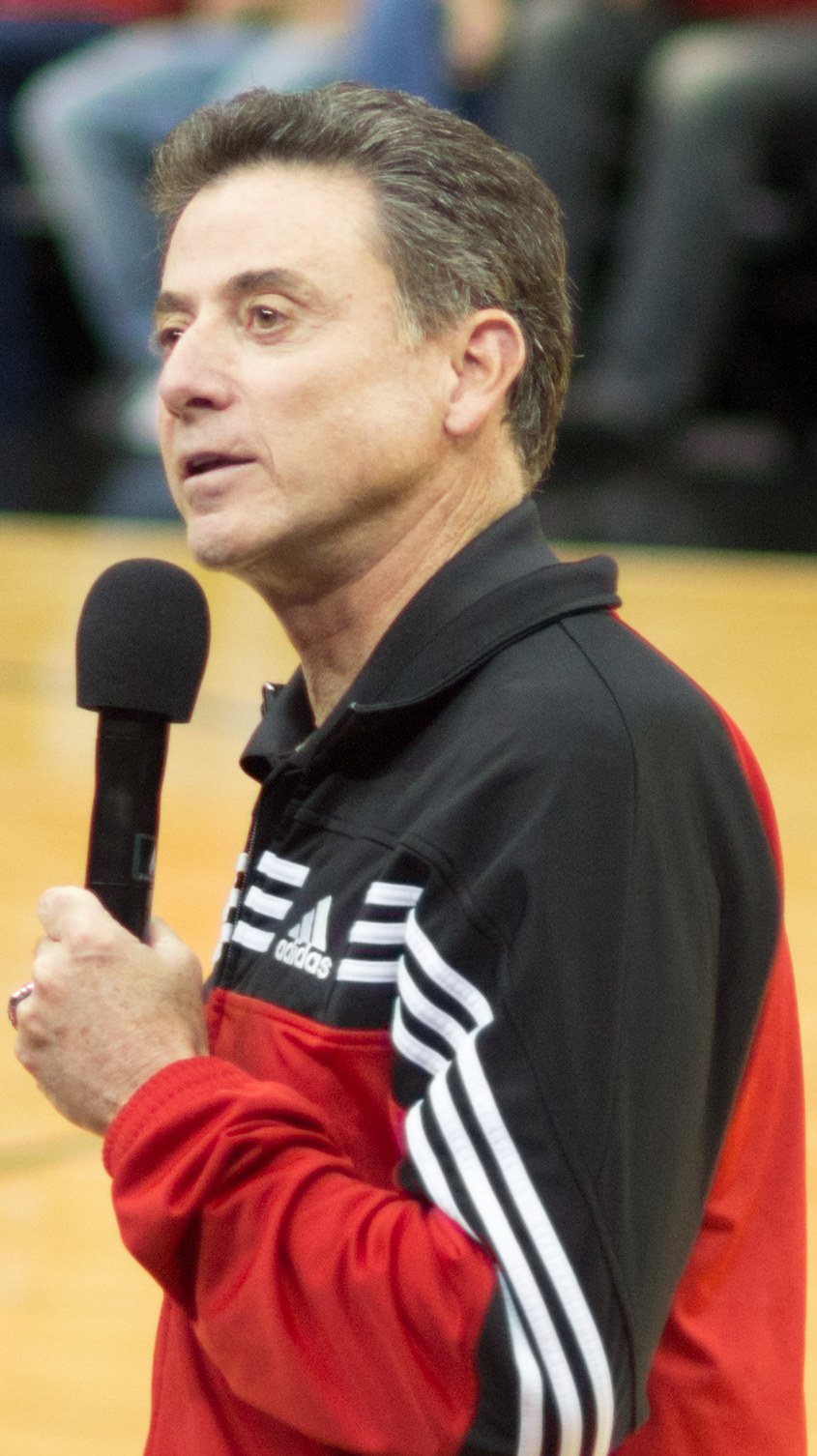
Pitino przemawiający do kibiców (2012).

Richard Andrew „Rick” Pitino (ur. 18 września 1952 w Nowym Jorku) – amerykański trener koszykarski włoskiego pochodzenia, członek Koszykarskiej Galerii Sław.
Wystąpił w wielu filmach jako trener koszykarski.
20 maja 2020 rozwiązał umowę z Panathinaikosem Ateny.

## Osiągnięcia trenerskie
Na podstawie, o ile nie zaznaczono inaczej.

### NCAA
- Mistrz:
  - NCAA Division I (1996, 2013)[4]
  - turnieju konferencji:
    - America East (1983)
    - Southeastern (SEC – 1992–1995, 1997)
    - C-USA (2003, 2005)
    - Big East (2009, 2012, 2013)
    - American Athletic (AAC – 2014)

  - sezonu regularnego konferencji:
    - America East (1980, 1983)
    - SEC (1995, 1996)
    - C-USA (2005)
    - Big East (2009, 2013)
    - AAC (2014)
- Wicemistrz NCAA (1997)[4]
- Uczestnik:
  - NCAA Final Four (1987, 1993, 1996, 1997, 2005, 2012, 2013)
  - mistrzostw Ameryki (2015 – 5 m.)
  - igrzysk panamerykańskich (2015 – 6 m.)

### Klubowe
- Mistrzostw Grecji (2019)
- Puchar Grecji (2019)

### Indywidualne
- Trener Roku:
  - NCAA:
    - według National Association of Basketball Coaches (NABC – 1987)
    - im. Johna Woodena (1987)

  - konferencji:
    - SEC (1990, 1991, 1996)
    - C-USA (2005)
- Laureat Adolph Rupp Cup (2009)
- Wybrany do:
  - Galerii Sław Koszykówki im. Jamesa Naismitha (2013)[5]
  - Galerii Sław Sportu - Italian American Sports Hall of Fame